# George Washington Bridge
De George Washington Bridge, ook bekend als de GW Bridge, is een tolbrug over de Hudson in de Verenigde Staten. De brug, gebouwd in 1931, verbindt de wijk Washington Heights in Manhattan (New York) met Fort Lee (New Jersey). De brug is vernoemd naar George Washington, de eerste president van de Verenigde Staten. De brug was van 1931 tot 1937 de langste hangbrug ter wereld.
Er zijn twee niveaus met rijbanen. Het bovenste niveau heeft 2 rijbanen met elk 4 rijstroken, een in elke rijrichting, en een aparte strook voor niet gemotoriseerd verkeer en voetgangers. Het onderliggende niveau heeft 2 rijbanen met elk 3 rijstroken, ook hier een in elke rijrichting. In totaal heeft de brug dus 14 rijstroken.

## Cijfers
De George Washington Bridge is een van de drukste bruggen ter wereld. In 2004 maakten 108.404.000 voertuigen gebruik van de brug. De snelheidslimiet op de brug is 70 km/h. Over de brug rijden ca. 300.000 voertuigen per dag. De totale lengte van de brug is ongeveer 1450 meter, de breedte is 36 meter.

## Tol
De tol voor auto's was in februari 2007 $6, in december 2013 $13 en sinds januari 2020 is dit $16. Er is ook een speciaal goedkoop carpool-tol van $1 (2007), $5 (2013) en $7,75 (2020) dat alleen geldt voor auto's met drie of meer inzittenden. De tol voor motorrijders werd sinds december 2013 gelijk aan deze voor auto's, in 2007 was dit nog $5. De tol geldt alleen voor een "enkele reis" New York in, de rit in de andere richting is gratis. Toen de brug pas geopend was betaalden voetgangers en fietsers $0,10 tol. Tegenwoordig mogen voetgangers en fietsers de brug zonder tol te betalen op. Hoewel er aan beide zijden van de rijbanen zijstroken zijn voor niet gemotoriseerd verkeer werd in 2008 de noordelijke strook afgesloten wegens de moeilijkere en voor personen met een beperking veelal onbereikbare toegang tot deze overgang.
De George Washington Bridge leverde in 2007 meer dan $1.000.000 per dag op, in 2018 was dit gedaald tot gemiddeld $944.640 per dag.
- Library of Congress Control Number: sh85054205
- National Archives and Records Administration: 10038390
- Nationale Bibliotheek van Israël: 987007565454105171
- Virtual International Authority File: 315529915
- WorldCat: E39PBJx4vdv7FCMtBDQ3fYdYT3